# آلمیر پرینامبوکینیو
آلمیر پرینامبوکینیو بازیکن فوتبال اهل برزیل است که در شهر Recife و در تاریخ ۱۳۸۱۶ به دنیا آمده‌است.